# United American Lines

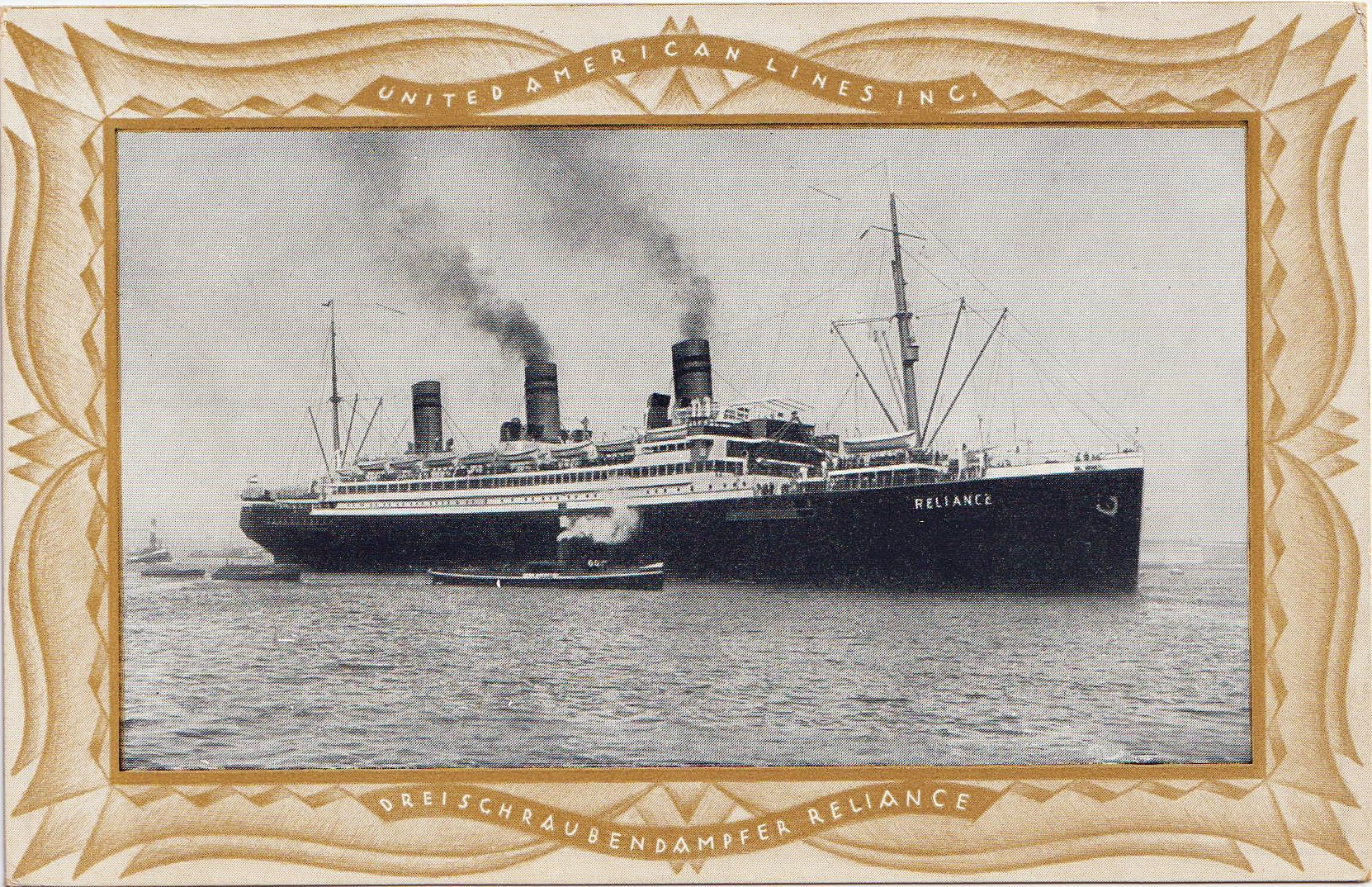
Postkarte der United American Lines, mit Foto des Dampfers Reliance, 1922

Die United American Lines (UAL) waren eine US-amerikanische Reederei mit Sitz in New York und betrieb einen Transatlantik-Liniendienst in enger Zusammenarbeit mit der deutschen HAPAG, auch bestand ein Transpazifik-Dienst der über dem Panamakanal führte.

## Geschichte
1920 wurde die United American Lines durch den US-Amerikaner William H. Harriman, Mitglied der Harriman-Familie, gegründet. Das Unternehmen stellte ein Joint Venture der American Ship & Commerce Corporation, einer Tochter der American-Hawaiian Line (Harriman-Konzern), und der deutschen HAPAG dar. Die Schiffe der Reederei waren leicht an einem gelben Schornstein mit zwei schmalen blauen Bändern zu erkennen.
Nach dem Ende des Ersten Weltkrieges suchte die HAPAG nach einem Partner um wieder im internationalen Schifffahrtsgeschäft Fuß fassen zu können. Diesen Partner fand die HAPAG in der Harriman-Familie, die gerade aus dem Fundus ausgelieferter deutscher Schiffe selbst ein Paar übernommen hatte und diese auch einem Einsatz zuführen wollte. Zwischen William H. Harriman und Wilhelm Cuno, Vorstandsvorsitzender der HAPAG, wurde ein Vertrag geschlossen, von dem beide Partner profitieren sollten. Mit Hilfe der Amerikaner konnten die Deutschen wieder die Liniendienste aufnehmen und diese halfen jenen beim Aufbau einer Transatlantik-Reederei – der United American Lines.
Die Transatlantik-Route verlief von New York über Cherbourg/Boulogne-Southampton/Plymouth nach Hamburg, es bestand aber auch eine Linie zu den US-Pazifik-Häfen. Der Dienst verlief von New York über den Panamakanal nach San Francisco. Dieser Liniendienst war eine Hauptroute von Harrimans eigentlicher Reederei, der American Hawaiian Line.
Die eingesetzten Schiffe waren zum Großteil ehemalige HAPAG-Schiffe. Der Dienst entwickelte sich recht gut, doch wurden die Amerikaner schnell durch ihren deutschen Partner überflügelt, der sich sehr schnell erholen konnte. 1926 wurden die auf der Transatlantik-Route eingesetzten Schiffe der UAL an die HAPAG verkauft und dieser Dienst eingestellt. Der Transpazifik-Dienst wurde von den übrigen Schiffen noch aufrecht gehalten und mit ihrem Verkauf eingestellt, ebenso die United American Lines.

## Passagierschiffe
| Jahr        | Name          | Tonnage   | Werft                               | Status/Schicksal |
| 1920 (1904) | Mount Clay    | 8865 BRT  | AG Vulcan, Stettin                  | ex Prinz Eitel Friedrich, 1904 NDL, 1917 durch USA beschlagnahmt und umbenannt, 1921 von UAL angekauft, 1934 außer Dienst                        |
| 1921        | Mount Clinton | 7510 BRT  | Bethlehem SB Corp., Sparrows Point  | 1925 an Matson Navigation Company verkauft, Maunalei                                                                                             |
| 1921        | Mount Carroll | 7469 BRT  | Bethlehem SB Corp., Sparrows Point  | 1925 an Matson Navigation verkauft, Maunawiki |
| 1922 (1920) | Reliance      | 19980 BRT | Joh. C. Tecklenborg AG, Geestemünde | für Hapag gebaut, 1920 als Limburgia zum Koninklijke Hollandsche Lloyd (KHL) ausgeliefert, 1922 Ankauf durch UAL, 1926 Verkauf an Hapag          |
| 1922 (1920) | Resolute      | 19980 BRT | AG Weser, Bremen                    | für Hapag gebaut, 1920 als Brabantia zum KHL ausgeliefert, 1922 Ankauf durch UAL, 1926 Verkauf an Hapag                                          |
| 1923 (1909) | Cleveland     | 16960 BRT | Blohm & Voss AG, Hamburg            | 1909 für Hapag in Dienst, 1919 an USA ausgeliefert und umbenannt, 1923 von UAL angekauft und alten Namen wieder erhalten, 1926 an Hapag verkauft |